# メチルチオアデノシンヌクレオシダーゼ
メチルチオアデノシンヌクレオシダーゼ(Methylthioadenosine nucleosidase、EC 3.2.2.16)は、以下の化学反応を触媒する酵素である。
S-メチル-5'-チオアデノシン + 水{\displaystyle \rightleftharpoons }S-メチル-5-チオ-D-リボース + アデニン
従って、この酵素は、S-メチル-5'-チオアデノシンと水の2つの基質、S-メチル-5-チオ-D-リボースとアデニンの2つの生成物を持つ。
この酵素は加水分解酵素、特にN-グリコシル化合物を分解するグリコシダーゼに分類される。系統名はS-メチル-5'-チオアデノシン アデニンヒドロラーゼ(S-methyl-5'-thioadenosine adeninehyrolase)である。
MTAヌクレオシダーゼ、MeSAdoヌクレオシダーゼ、メチルチオアデノシンメチルチオリボヒドロラーゼ等とも呼ばれる。

## 構造
2007年末時点で、6つの構造が解かれている。蛋白質構造データバンクのコードは、1NC1、1NC3、1Y6Q、1Y6R、1ZOS、2H8Gである。